# 于海屯站
于海屯站是位于内蒙古自治区科尔沁左翼中旗七棵树乡的一个铁路车站，邮政编码29329。车站建于1967年，有平齐铁路经过该站，现仅办理货运，不办理客运业务，车站及其上下行区间均未电气化。车站距离四平站216公里，隶属哈尔滨铁路局，是四等站。

## 业务办理
不办理任何客运业务，只办理货运业务。